# Кастеллана-Сікула
Кастеллана-Сікула (італ. Castellana Sicula, сиц. Castiddana) — муніципалітет в Італії, у регіоні Сицилія,  метрополійне місто Палермо.
Кастеллана-Сікула розташована на відстані близько 480 км на південь від Рима, 75 км на південний схід від Палермо.

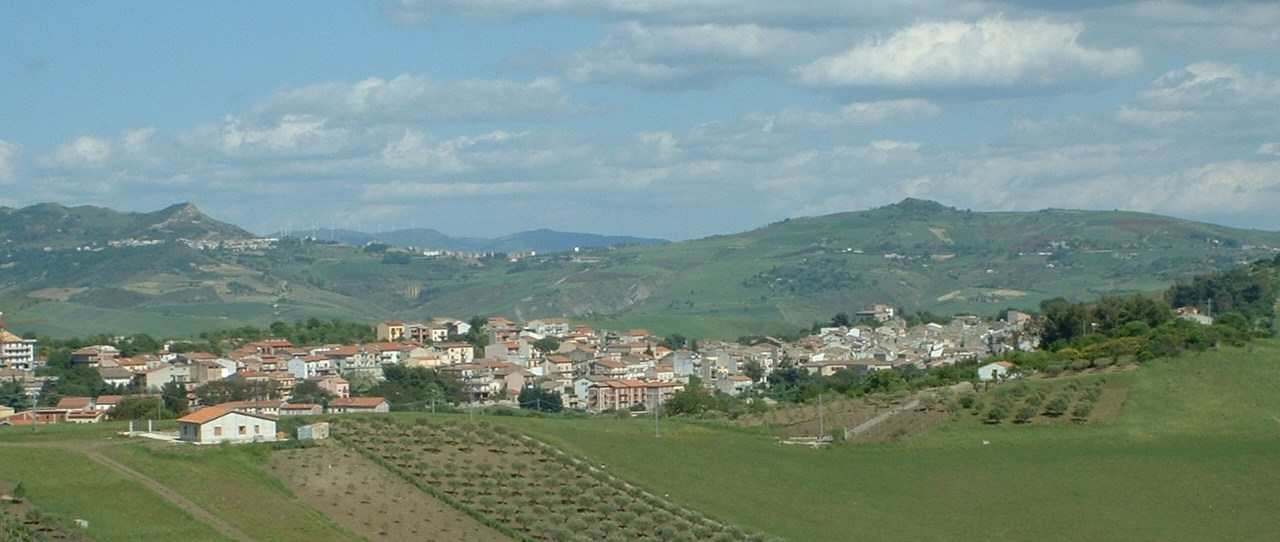

Населення — 3449 осіб (2014).
Покровитель — San Francesco di Paola.

## Демографія
Населення за роками:

Станом на 1 січня 2023 року в муніципалітеті офіційно проживало 25 іноземців з 8 країн, серед них 13 громадян країн Євросоюзу.

## Сусідні муніципалітети
- Петралія-Соттана
- Поліцці-Дженероза
- Віллальба